# Kvalspelet till världsmästerskapet i volleyboll för damer 2018 (Europa)
Kvalspelet till världsmästerskapet i volleyboll för damer 2018 i Europa genomfördes mellan 23 maj 2016 och 27 augusti 2017. I turneringen deltog 42 landslag från CEV:s medlemsförbund. Av dess kvalificerades sig 8 för världsmästerskapet.

## Regelverk

### Format
Kvalet genomfördes i tre rundor. Alla matcher i en grupp spelades på samma plats, medan spelplatsen för de olika grupperna varierade. Varje lag mötte varje annat lag en gång.
- I den första rundan spelade åtta lag från SCA gruppspel med två grupper om fyra lag. De första laget i varje grupp gick vidare till nästa runda.
- I den andra rundan spelade 36 lag i sex grupper om sex lag i varje. Vinnaren av varje grupp kvalificerade sig för VM medan tvåan gick vidare till tredje rundan.
- I tredje rundan spelade sex lag i en grupp. De två främsta i gruppen kvalificerade sig för VM.

### Rankningskriterier
Om slutresultatet blev 3-0 eller 3-1 tilldelades 3 poäng till det vinnande laget och 0 till det förlorande laget, om slutresultatet blev 3-2 tilldelades 2 poäng till det vinnande laget och 1 till det förlorande laget. 
Rankningsordningen definierades utifrån:
- Antal vunna matcher
- Poäng
- Kvot vunna / förlorade set
- Kvot vunna / förlorade poäng.
- Inbördes möte(n)

## Deltagande lag
| - Österrike - Azerbajdzjan - Belgien - Belarus - Bosnien och Hercegovina - Bulgarien - Cypern - Kroatien - Danmark - Estland - Färöarna | - Finland - Frankrike - Georgien - Tyskland - Grekland - Irland - Nordirland - Island - Israel - Italien - Kosovo | - Lettland - Liechtenstein - Luxemburg - Montenegro - Norge - Nederländerna - Polen - Portugal - Tjeckien - Rumänien - Ryssland | - Skottland - Serbien - Slovakien - Slovenien - Spanien - Schweiz - Turkiet - Ukraina - Ungern |

## Turneringen

### Första rundan
| Grupp A       | Grupp B    |
| ------------- | ---------- |
| Cypern        | Nordirland |
| Färöarna      | Island     |
| Irland        | Luxemburg  |
| Liechtenstein | Skottland  |

#### Grupp A

##### Resultat
| 23 maj 2016 Tórshavnar Ittrottar, Tórshavn Speltid: 1h:21 - Åskådare: 60  | Liechtenstein | 0 - 3 | Cypern        | 19-25, 16-25, 21-25        |
| 23 maj 2016 Tórshavnar Ittrottar, Tórshavn Speltid: 1h:03 - Åskådare: 400 | Färöarna      | 3 - 0 | Irland        | 25-8, 25-12, 25-11         |
| 24 maj 2016 Tórshavnar Ittrottar, Tórshavn Speltid: 1h:07 - Åskådare: 40  | Cypern        | 3 - 0 | Irland        | 25-12, 25-9, 25-12         |
| 24 maj 2016 Tórshavnar Ittrottar, Tórshavn Speltid: 1h:13 - Åskådare: 550 | Liechtenstein | 0 - 3 | Färöarna      | 15-25, 15-25, 21-25        |
| 25 maj 2016 Tórshavnar Ittrottar, Tórshavn Speltid: 1h:06 - Åskådare: 50  | Irland        | 0 - 3 | Liechtenstein | 14-25, 7-25, 10-25         |
| 25 maj 2016 Tórshavnar Ittrottar, Tórshavn Speltid: 1h:45 - Åskådare: 600 | Cypern        | 3 - 1 | Färöarna      | 25-21, 25-14, 19-25, 25-13 |

##### Sluttabell
| Pos. | Lag           | Pt | M | V | F | SV | SF | Kvot  | PV  | PF  | Kvot  |
| ---- | ------------- | -- | - | - | - | -- | -- | ----- | --- | --- | ----- |
| 1    | Cypern        | 9  | 3 | 3 | 0 | 9  | 1  | 9.000 | 244 | 162 | 1.506 |
| 2    | Färöarna      | 6  | 3 | 2 | 1 | 7  | 3  | 2.300 | 223 | 176 | 1.267 |
| 3    | Liechtenstein | 3  | 3 | 1 | 2 | 3  | 6  | 0.500 | 182 | 181 | 1.005 |
| 4    | Irland        | 0  | 3 | 0 | 3 | 0  | 9  | 0.000 | 95  | 225 | 0.422 |

#### Grupp B

##### Resultat
| 24 juni 2016 Gymnase Coque, Luxemburg Speltid: 1h:22 - Åskådare: 30  | Island     | 3 - 0 | Skottland  | 25-21, 25-14, 25-17        |
| 24 juni 2016 Gymnase Coque, Luxemburg Speltid: 1h:03 - Åskådare: 110 | Luxemburg  | 3 - 0 | Nordirland | 25-18, 25-11, 25-7         |
| 25 juni 2016 Gymnase Coque, Luxemburg Speltid: 1h:03 - Åskådare: 40  | Skottland  | 3 - 0 | Nordirland | 25-13, 25-4, 25-11         |
| 25 juni 2016 Gymnase Coque, Luxemburg Speltid: 1h:49 - Åskådare: 140 | Island     | 3 - 1 | Luxemburg  | 21-25, 25-19, 25-17, 25-17 |
| 26 juni 2016 Gymnase Coque, Luxemburg Speltid: 1h:03 - Åskådare: 30  | Nordirland | 0 - 3 | Island     | 8-25, 13-25, 6-25          |
| 26 juni 2016 Gymnase Coque, Luxemburg Speltid: 1h:50 - Åskådare: 150 | Skottland  | 3 - 1 | Luxemburg  | 25-23, 16-25, 25-23, 25-20 |

##### Sluttabell
| Pos. | Lag        | Pt | M | V | F | SV | SF | Kvot  | PV  | PF  | Kvot  |
| ---- | ---------- | -- | - | - | - | -- | -- | ----- | --- | --- | ----- |
| 1    | Island     | 9  | 3 | 3 | 0 | 9  | 1  | 9.000 | 246 | 157 | 1.566 |
| 2    | Skottland  | 6  | 3 | 2 | 1 | 6  | 4  | 1.500 | 218 | 194 | 1.123 |
| 3    | Luxemburg  | 3  | 3 | 1 | 2 | 5  | 6  | 0.833 | 244 | 223 | 1.094 |
| 4    | Nordirland | 0  | 3 | 0 | 3 | 0  | 9  | 0.000 | 91  | 225 | 0.404 |

### Andra rundan
| Grupp A   | Grupp B   | Grupp C    | Grupp D                 | Grupp E       |
| --------- | --------- | ---------- | ----------------------- | ------------- |
| Österrike | Cypern    | Bulgarien  | Belgien                 | Azerbajdzjan  |
| Kroatien  | Island    | Kosovo     | Belarus                 | Danmark       |
| Georgien  | Polen     | Montenegro | Bosnien och Hercegovina | Israel        |
| Grekland  | Tjeckien  | Rumänien   | Italien                 | Norge         |
| Ryssland  | Serbien   | Schweiz    | Lettland                | Nederländerna |
| Ungern    | Slovakien | Turkiet    | Spanien                 | Ukraina       |

| Grupp F   |
| --------- |
| Estland   |
| Finland   |
| Frankrike |
| Tyskland  |
| Portugal  |
| Slovenien |

#### Grupp A

##### Resultat
| 31 maj 2017 Dvorana Gradski vrt, Osijek Speltid: 1h:08 - Åskådare: 70   | Ryssland  | 3 - 0 | Österrike | 25-14, 25-13, 25-15               |
| 31 maj 2017 Dvorana Gradski vrt, Osijek Speltid: 2h:06 - Åskådare: 200  | Grekland  | 3 - 2 | Ungern    | 25-18, 20-25, 20-25, 25-21, 15-13 |
| 31 maj 2017 Dvorana Gradski vrt, Osijek Speltid: 1h:15 - Åskådare: 600  | Georgien  | 0 - 3 | Kroatien  | 26-28, 11-25, 18-25               |
| 1º juni 2017 Dvorana Gradski vrt, Osijek Speltid: 2h:12 - Åskådare: 30  | Österrike | 3 - 2 | Ungern    | 27-29, 25-22, 25-18, 11-25, 15-12 |
| 1º juni 2017 Dvorana Gradski vrt, Osijek Speltid: 0h:59 - Åskådare: 100 | Ryssland  | 3 - 0 | Georgien  | 25-8, 25-9, 25-13                 |
| 1º juni 2017 Dvorana Gradski vrt, Osijek Speltid: 1h:22 - Åskådare: 700 | Kroatien  | 0 - 3 | Grekland  | 21-25, 23-25, 18-25               |
| 2 juni 2017 Dvorana Gradski vrt, Osijek Speltid: 1h:04 - Åskådare: 30   | Georgien  | 0 - 3 | Österrike | 14-25, 16-25, 14-25               |
| 2 juni 2017 Dvorana Gradski vrt, Osijek Speltid: 1h:34 - Åskådare: 100  | Grekland  | 1 - 3 | Ryssland  | 10-25, 26-24, 16-25, 23-25        |
| 2 juni 2017 Dvorana Gradski vrt, Osijek Speltid: 2h:13 - Åskådare: 600  | Ungern    | 3 - 2 | Kroatien  | 19-25, 30-32, 25-15, 25-21, 25-11 |
| 3 juni 2017 Dvorana Gradski vrt, Osijek Speltid: 0h:59 - Åskådare: 50   | Georgien  | 0 - 3 | Grekland  | 13-25, 13-25, 14-25               |
| 3 juni 2017 Dvorana Gradski vrt, Osijek Speltid: 1h:08 - Åskådare: 150  | Ryssland  | 3 - 0 | Ungern    | 25-11, 25-21, 25-7                |
| 3 juni 2017 Dvorana Gradski vrt, Osijek Speltid: 1h:51 - Åskådare: 400  | Österrike | 1 - 3 | Kroatien  | 25-23, 24-26, 20-25, 16-25        |
| 4 juni 2017 Dvorana Gradski vrt, Osijek Speltid: 1h:05 - Åskådare: 35   | Ungern    | 3 - 0 | Georgien  | 25-12, 25-8, 25-21                |
| 4 juni 2017 Dvorana Gradski vrt, Osijek Speltid: 1h:48 - Åskådare: 100  | Grekland  | 3 - 1 | Österrike | 20-25, 25-19, 25-22, 25-23        |
| 4 juni 2017 Dvorana Gradski vrt, Osijek Speltid: 1h:41 - Åskådare: 800  | Kroatien  | 1 - 3 | Ryssland  | 22-25, 21-25, 25-20, 15-25        |

##### Sluttabell
| Pos. | Lag       | Pt | M | V | F | SV | SF | Kvot  | PV  | PF  | Kvot  |
| ---- | --------- | -- | - | - | - | -- | -- | ----- | --- | --- | ----- |
| 1    | Ryssland  | 15 | 5 | 5 | 0 | 15 | 2  | 7.500 | 419 | 266 | 1.575 |
| 2    | Grekland  | 11 | 5 | 4 | 1 | 13 | 6  | 2.166 | 425 | 392 | 1.084 |
| 3    | Ungern    | 7  | 5 | 2 | 3 | 10 | 11 | 0.909 | 436 | 428 | 1.018 |
| 4    | Kroatien  | 7  | 5 | 2 | 3 | 9  | 10 | 0.900 | 426 | 424 | 1.004 |
| 5    | Österrike | 5  | 5 | 2 | 3 | 8  | 11 | 0.727 | 394 | 419 | 0.940 |
| 6    | Georgien  | 0  | 5 | 0 | 5 | 0  | 15 | 0.000 | 207 | 378 | 0.547 |

#### Grupp B

##### Resultat
| 23 maj 2017 Hala Torwar, Warszawa Speltid: 1h:43 - Åskådare: 50    | Slovakien | 1 - 3 | Tjeckien  | 25-18, 15-25, 17-25, 16-25       |
| 23 maj 2017 Hala Torwar, Warszawa Speltid: 1h:01 - Åskådare: 190   | Serbien   | 3 - 0 | Island    | 25-13, 25-15, 25-9               |
| 23 maj 2017 Hala Torwar, Warszawa Speltid: 1h:10 - Åskådare: 500   | Cypern    | 0 - 3 | Polen     | 14-25, 17-25, 15-25              |
| 24 maj 2017 Hala Torwar, Warszawa Speltid: 1h:20 - Åskådare: 100   | Tjeckien  | 0 - 3 | Serbien   | 19-25, 18-25, 24-26              |
| 24 maj 2017 Hala Torwar, Warszawa Speltid: 1h:06 - Åskådare: 110   | Cypern    | 0 - 3 | Slovakien | 15-25, 13-25, 10-25              |
| 24 maj 2017 Hala Torwar, Warszawa Speltid: 1h:08 - Åskådare: 600   | Polen     | 3 - 0 | Island    | 25-16, 25-5, 25-18               |
| 25 maj 2017 Hala Torwar, Warszawa Speltid: 0h:58 - Åskådare: 50    | Serbien   | 3 - 0 | Cypern    | 25-10, 25-12, 25-15              |
| 25 maj 2017 Hala Torwar, Warszawa Speltid: 0h:57 - Åskådare: 130   | Island    | 0 - 3 | Tjeckien  | 6-25, 7-25, 13-25                |
| 25 maj 2017 Hala Torwar, Warszawa Speltid: 1h:44 - Åskådare: 790   | Slovakien | 1 - 3 | Polen     | 19-25, 15-25, 28-26, 19-25       |
| 27 maj 2017 Hala Torwar, Warszawa Speltid: 1h:21 - Åskådare: 110   | Cypern    | 3 - 0 | Island    | 25-20, 26-24, 25-21              |
| 27 maj 2017 Hala Torwar, Warszawa Speltid: 1h:03 - Åskådare: 223   | Slovakien | 0 - 3 | Serbien   | 8-25, 14-25, 18-25               |
| 27 maj 2017 Hala Torwar, Warszawa Speltid: 2h:11 - Åskådare: 1 200 | Polen     | 2 - 3 | Tjeckien  | 35-33, 14-25, 25-14, 22-25, 9-15 |
| 28 maj 2017 Hala Torwar, Warszawa Speltid: 1h:06 - Åskådare: 90    | Island    | 0 - 3 | Slovakien | 11-25, 21-25, 11-25              |
| 28 maj 2017 Hala Torwar, Warszawa Speltid: 1h:05 - Åskådare: 265   | Tjeckien  | 3 - 0 | Cypern    | 25-18, 25-14, 25-15              |
| 28 maj 2017 Hala Torwar, Warszawa Speltid: 1h:06 - Åskådare: 1 326 | Serbien   | 3 - 0 | Polen     | 25-15, 25-16, 25-15              |

##### Sluttabell
| Pos. | Lag       | Pt | M | V | F | SV | SF | Kvot  | PV  | PF  | Kvot  |
| ---- | --------- | -- | - | - | - | -- | -- | ----- | --- | --- | ----- |
| 1    | Serbien   | 15 | 5 | 5 | 0 | 15 | 0  | MAX   | 376 | 221 | 1.701 |
| 2    | Tjeckien  | 11 | 5 | 4 | 1 | 12 | 6  | 2.000 | 416 | 327 | 1.272 |
| 3    | Polen     | 10 | 5 | 3 | 2 | 11 | 7  | 1.571 | 402 | 353 | 1.138 |
| 4    | Slovakien | 6  | 5 | 2 | 3 | 8  | 9  | 0.888 | 344 | 350 | 0.982 |
| 5    | Cypern    | 3  | 5 | 1 | 4 | 3  | 12 | 0.250 | 244 | 365 | 0.668 |
| 6    | Island    | 0  | 5 | 0 | 5 | 0  | 15 | 0.000 | 210 | 376 | 0.558 |

#### Grupp C

##### Resultat
| 31 maj 2017 Hristo Botev Hall, Sofia Speltid: 0h:59 - Åskådare: 50    | Turkiet    | 3 - 0 | Kosovo     | 25-5, 25-13, 25-10                |
| 31 maj 2017 Hristo Botev Hall, Sofia Speltid: 0h:59 - Åskådare: 150   | Bulgarien  | 3 - 0 | Schweiz    | 25-8, 25-9, 25-20                 |
| 31 maj 2017 Hristo Botev Hall, Sofia Speltid: 1h:19 - Åskådare: 50    | Rumänien   | 3 - 0 | Montenegro | 25-23, 25-15, 25-16               |
| 1º juni 2017 Hristo Botev Hall, Sofia Speltid: 1h:03 - Åskådare: 50   | Schweiz    | 0 - 3 | Turkiet    | 16-25, 11-25, 17-25               |
| 1º juni 2017 Hristo Botev Hall, Sofia Speltid: 0h:59 - Åskådare: 50   | Montenegro | 3 - 0 | Kosovo     | 25-20, 25-7, 25-5                 |
| 1º juni 2017 Hristo Botev Hall, Sofia Speltid: 1h:17 - Åskådare: 300  | Rumänien   | 0 - 3 | Bulgarien  | 23-25, 15-25, 21-25               |
| 2 juni 2017 Hristo Botev Hall, Sofia Speltid: 0h:55 - Åskådare: 50    | Kosovo     | 0 - 3 | Schweiz    | 11-25, 8-25, 15-25                |
| 2 juni 2017 Hristo Botev Hall, Sofia Speltid: 1h:07 - Åskådare: 300   | Bulgarien  | 3 - 0 | Montenegro | 25-15, 25-12, 25-13               |
| 2 juni 2017 Hristo Botev Hall, Sofia Speltid: 1h:08 - Åskådare: 50    | Turkiet    | 3 - 0 | Rumänien   | 25-14, 25-19, 25-18               |
| 3 juni 2017 Hristo Botev Hall, Sofia Speltid: 1h:12 - Åskådare: 50    | Montenegro | 0 - 3 | Schweiz    | 22-25, 16-25, 17-25               |
| 3 juni 2017 Hristo Botev Hall, Sofia Speltid: 2h:08 - Åskådare: 1 100 | Bulgarien  | 2 - 3 | Turkiet    | 25-23, 23-25, 23-25, 25-13, 13-15 |
| 3 juni 2017 Hristo Botev Hall, Sofia Speltid: 0h:56 - Åskådare: 50    | Rumänien   | 3 - 0 | Kosovo     | 25-12, 25-12, 25-13               |
| 4 juni 2017 Hristo Botev Hall, Sofia Speltid: 1h:07 - Åskådare: 50    | Turkiet    | 3 - 0 | Montenegro | 25-16, 25-13, 25-19               |
| 4 juni 2017 Hristo Botev Hall, Sofia Speltid: 1h:41 - Åskådare: 50    | Schweiz    | 1 - 3 | Rumänien   | 25-21, 19-25, 16-25, 21-25        |
| 4 juni 2017 Hristo Botev Hall, Sofia Speltid: 0h:59 - Åskådare: 150   | Kosovo     | 0 - 3 | Bulgarien  | 8-25, 13-25, 10-25                |

##### Sluttabell
| Pos. | Lag        | Pt | M | V | F | SV | SF | Kvot  | PV  | PF  | Kvot  |
| ---- | ---------- | -- | - | - | - | -- | -- | ----- | --- | --- | ----- |
| 1    | Turkiet    | 14 | 5 | 5 | 0 | 15 | 2  | 7.500 | 401 | 280 | 1.432 |
| 2    | Bulgarien  | 13 | 5 | 4 | 1 | 14 | 3  | 4.666 | 409 | 268 | 1.526 |
| 3    | Rumänien   | 9  | 5 | 3 | 2 | 9  | 7  | 1.285 | 356 | 322 | 1.105 |
| 4    | Schweiz    | 6  | 5 | 2 | 3 | 7  | 9  | 0.777 | 312 | 335 | 0.931 |
| 5    | Montenegro | 3  | 5 | 1 | 4 | 3  | 12 | 0.250 | 272 | 332 | 0.819 |
| 6    | Kosovo     | 0  | 5 | 0 | 5 | 0  | 15 | 0.000 | 162 | 375 | 0.432 |

#### Grupp D

##### Resultat
| 31 maj 2017 Sportcampus Lange Munte, Kortrijk Speltid: 1h:17 - Åskådare: 200   | Spanien                 | 0 - 3 | Belarus                 | 14-25, 20-25, 13-25               |
| 31 maj 2017 Sportcampus Lange Munte, Kortrijk Speltid: 1h:09 - Åskådare: 1 130 | Belgien                 | 3 - 0 | Lettland                | 25-17, 25-13, 25-12               |
| 31 maj 2017 Sportcampus Lange Munte, Kortrijk Speltid: 1h:03 - Åskådare: 210   | Bosnien och Hercegovina | 0 - 3 | Italien                 | 12-25, 12-25, 13-25               |
| 1º juni 2017 Sportcampus Lange Munte, Kortrijk Speltid: 1h:21 - Åskådare: 430  | Spanien                 | 0 - 3 | Belgien                 | 21-25, 18-25, 14-25               |
| 1º juni 2017 Sportcampus Lange Munte, Kortrijk Speltid: 1h:21 - Åskådare: 220  | Belarus                 | 0 - 3 | Italien                 | 12-25, 24-26, 22-25               |
| 1º juni 2017 Sportcampus Lange Munte, Kortrijk Speltid: 1h:46 - Åskådare: 50   | Lettland                | 1 - 3 | Bosnien och Hercegovina | 11-25, 21-25, 27-25, 12-25        |
| 2 juni 2017 Sportcampus Lange Munte, Kortrijk Speltid: 0h:59 - Åskådare: 70    | Italien                 | 3 - 0 | Lettland                | 25-12, 25-9, 25-16                |
| 2 juni 2017 Sportcampus Lange Munte, Kortrijk Speltid: 1h:55 - Åskådare: 1 030 | Belgien                 | 3 - 1 | Belarus                 | 25-23, 23-25, 25-17, 25-17        |
| 2 juni 2017 Sportcampus Lange Munte, Kortrijk Speltid: 2h:17 - Åskådare: 60    | Bosnien och Hercegovina | 2 - 3 | Spanien                 | 25-22, 20-25, 25-20, 23-25, 10-15 |
| 3 juni 2017 Sportcampus Lange Munte, Kortrijk Speltid: 1h:18 - Åskådare: 95    | Belarus                 | 3 - 0 | Lettland                | 25-19, 25-20, 25-16               |
| 3 juni 2017 Sportcampus Lange Munte, Kortrijk Speltid: 1h:09 - Åskådare: 225   | Spanien                 | 0 - 3 | Italien                 | 17-25, 18-25, 15-25               |
| 3 juni 2017 Sportcampus Lange Munte, Kortrijk Speltid: 1h:27 - Åskådare: 1 378 | Belgien                 | 3 - 0 | Bosnien och Hercegovina | 25-19, 30-28, 25-16               |
| 4 juni 2017 Sportcampus Lange Munte, Kortrijk Speltid: 1h:06 - Åskådare: 150   | Lettland                | 0 - 3 | Spanien                 | 8-25, 16-25, 19-25                |
| 4 juni 2017 Sportcampus Lange Munte, Kortrijk Speltid: 2h:19 - Åskådare: 1 900 | Bosnien och Hercegovina | 2 - 3 | Belarus                 | 17-25, 25-27, 25-18, 27-25, 7-15  |
| 4 juni 2017 Sportcampus Lange Munte, Kortrijk Speltid: 1h:27 - Åskådare: 2 580 | Italien                 | 3 - 0 | Belgien                 | 25-18, 25-22, 25-23               |

##### Sluttabell
| Pos. | Lag                     | Pt | M | V | F | SV | SF | Kvot  | PV  | PF  | Kvot  |
| ---- | ----------------------- | -- | - | - | - | -- | -- | ----- | --- | --- | ----- |
| 1    | Italien                 | 15 | 5 | 5 | 0 | 15 | 0  | MAX   | 376 | 245 | 1.534 |
| 2    | Belgien                 | 12 | 5 | 4 | 1 | 12 | 4  | 3.000 | 391 | 315 | 1.241 |
| 3    | Belarus                 | 8  | 5 | 3 | 2 | 10 | 8  | 1.250 | 400 | 377 | 1.061 |
| 4    | Spanien                 | 5  | 5 | 2 | 3 | 6  | 11 | 0.545 | 332 | 371 | 0.894 |
| 5    | Bosnien och Hercegovina | 5  | 5 | 1 | 4 | 7  | 13 | 0.538 | 404 | 443 | 0.912 |
| 6    | Lettland                | 0  | 5 | 0 | 5 | 1  | 15 | 0.066 | 248 | 400 | 0.620 |

#### Grupp E

##### Resultat
| 30 maj 2017 Sports Games Palace, Baku Speltid: 1h:04 - Åskådare: 153    | Danmark       | 0 - 3 | Nederländerna | 12-25, 13-25, 9-25         |
| 30 maj 2017 Sports Games Palace, Baku Speltid: 1h:00 - Åskådare: 2 815  | Azerbajdzjan  | 3 - 0 | Norge         | 25-15, 25-10, 25-6         |
| 30 maj 2017 Sports Games Palace, Baku Speltid: 1h:12 - Åskådare: 156    | Israel        | 0 - 3 | Ukraina       | 22-25, 20-25, 11-25        |
| 31 maj 2017 Sports Games Palace, Baku Speltid: 1h:03 - Åskådare: 110    | Nederländerna | 3 - 0 | Norge         | 25-11, 25-14, 25-13        |
| 31 maj 2017 Sports Games Palace, Baku Speltid: 1h:14 - Åskådare: 2 910  | Ukraina       | 0 - 3 | Azerbajdzjan  | 17-25, 17-25, 21-25        |
| 31 maj 2017 Sports Games Palace, Baku Speltid: 1h:22 - Åskådare: 85     | Danmark       | 0 - 3 | Israel        | 22-25, 19-25, 18-25        |
| 1º juni 2017 Sports Games Palace, Baku Speltid: 1h:36 - Åskådare: 135   | Norge         | 1 - 3 | Ukraina       | 21-25, 25-22, 14-25, 17-25 |
| 1º juni 2017 Sports Games Palace, Baku Speltid: 1h:05 - Åskådare: 2 860 | Azerbajdzjan  | 3 - 0 | Danmark       | 25-12, 25-14, 25-14        |
| 1º juni 2017 Sports Games Palace, Baku Speltid: 1h:37 - Åskådare: 110   | Israel        | 1 - 3 | Nederländerna | 19-25, 11-25, 25-22, 15-25 |
| 2 juni 2017 Sports Games Palace, Baku Speltid: 1h:47 - Åskådare: 156    | Danmark       | 1 - 3 | Norge         | 25-21, 15-25, 23-25, 15-25 |
| 2 juni 2017 Sports Games Palace, Baku Speltid: 1h:07 - Åskådare: ?      | Israel        | 0 - 3 | Azerbajdzjan  | 9-25, 14-25, 18-25         |
| 2 juni 2017 Sports Games Palace, Baku Speltid: 1h:49 - Åskådare: 250    | Nederländerna | 3 - 1 | Ukraina       | 30-28, 18-25, 25-13, 27-25 |
| 3 juni 2017 Sports Games Palace, Baku Speltid: 1h:39 - Åskådare: 655    | Norge         | 1 - 3 | Israel        | 19-25, 25-15, 17-25, 15-25 |
| 3 juni 2017 Sports Games Palace, Baku Speltid: 1h:24 - Åskådare: 3 000  | Azerbajdzjan  | 3 - 0 | Nederländerna | 30-28, 25-22, 25-13        |
| 3 juni 2017 Sports Games Palace, Baku Speltid: 1h:07 - Åskådare: 110    | Ukraina       | 3 - 0 | Danmark       | 25-14, 25-18, 25-16        |

##### Sluttabell
| Pos. | Lag           | Pt | M | V | F | SV | SF | Kvot  | PV  | PF  | Kvot  |
| ---- | ------------- | -- | - | - | - | -- | -- | ----- | --- | --- | ----- |
| 1    | Azerbajdzjan  | 15 | 5 | 5 | 0 | 15 | 0  | MAX   | 380 | 230 | 1.652 |
| 2    | Nederländerna | 12 | 5 | 4 | 1 | 12 | 5  | 2.400 | 410 | 313 | 1.309 |
| 3    | Ukraina       | 9  | 5 | 3 | 2 | 10 | 7  | 1.428 | 393 | 353 | 1.113 |
| 4    | Israel        | 6  | 5 | 2 | 3 | 7  | 10 | 0.700 | 329 | 382 | 0.861 |
| 5    | Norge         | 3  | 5 | 1 | 4 | 5  | 13 | 0.384 | 318 | 415 | 0.766 |
| 6    | Danmark       | 0  | 5 | 0 | 5 | 1  | 15 | 0.066 | 259 | 396 | 0.654 |

#### Grupp F

##### Resultat
| 31 maj 2017 Centro Cultural de Viana, Viana do Castelo Speltid: 1h:27 - Åskådare: 150   | Tyskland  | 3 - 0 | Slovenien | 25-18, 25-20, 25-22               |
| 31 maj 2017 Centro Cultural de Viana, Viana do Castelo Speltid: 2h:38 - Åskådare: 160   | Portugal  | 3 - 2 | Frankrike | 25-21, 13-25, 23-25, 27-25, 15-13 |
| 31 maj 2017 Centro Cultural de Viana, Viana do Castelo Speltid: 1h:52 - Åskådare: 100   | Finland   | 1 - 3 | Estland   | 17-25, 25-17, 23-25, 20-25        |
| 1º juni 2017 Centro Cultural de Viana, Viana do Castelo Speltid: 1h:08 - Åskådare: 110  | Frankrike | 0 - 3 | Slovenien | 17-25, 15-25, 16-25               |
| 1º juni 2017 Centro Cultural de Viana, Viana do Castelo Speltid: 2h:22 - Åskådare: 750  | Portugal  | 3 - 2 | Finland   | 25-23, 27-29, 17-25, 25-22, 15-12 |
| 1º juni 2017 Centro Cultural de Viana, Viana do Castelo Speltid: 1h:16 - Åskådare: 80   | Estland   | 0 - 3 | Tyskland  | 18-25, 19-25, 20-25               |
| 2 juni 2017 Centro Cultural de Viana, Viana do Castelo Speltid: 1h:25 - Åskådare: 150   | Finland   | 3 - 0 | Frankrike | 26-24, 25-18, 25-17               |
| 2 juni 2017 Centro Cultural de Viana, Viana do Castelo Speltid: 1h:39 - Åskådare: 800   | Tyskland  | 3 - 1 | Portugal  | 25-18, 25-15, 15-25, 25-11        |
| 2 juni 2017 Centro Cultural de Viana, Viana do Castelo Speltid: 1h:18 - Åskådare: 105   | Slovenien | 3 - 0 | Estland   | 25-19, 25-20, 25-12               |
| 3 juni 2017 Centro Cultural de Viana, Viana do Castelo Speltid: 1h:22 - Åskådare: 124   | Finland   | 0 - 3 | Tyskland  | 23-25, 23-25, 14-25               |
| 3 juni 2017 Centro Cultural de Viana, Viana do Castelo Speltid: 1h:17 - Åskådare: 1 000 | Portugal  | 0 - 3 | Slovenien | 18-25, 19-25, 22-25               |
| 3 juni 2017 Centro Cultural de Viana, Viana do Castelo Speltid: 2h:01 - Åskådare: 100   | Frankrike | 2 - 3 | Estland   | 25-22, 20-25, 25-15, 17-25, 14-16 |
| 4 juni 2017 Centro Cultural de Viana, Viana do Castelo Speltid: 1h:23 - Åskådare: 112   | Slovenien | 3 - 0 | Finland   | 25-16, 25-21, 26-24               |
| 4 juni 2017 Centro Cultural de Viana, Viana do Castelo Speltid: 1h:51 - Åskådare: 350   | Tyskland  | 3 - 1 | Frankrike | 25-22, 25-21, 22-25, 25-17        |
| 4 juni 2017 Centro Cultural de Viana, Viana do Castelo Speltid: 1h:20 - Åskådare: 1 000 | Estland   | 0 - 3 | Portugal  | 23-25, 20-25, 13-25               |

##### Sluttabell
| Pos. | Lag       | Pt | M | V | F | SV | SF | Kvot  | PV  | PF  | Kvot  |
| ---- | --------- | -- | - | - | - | -- | -- | ----- | --- | --- | ----- |
| 1    | Tyskland  | 15 | 5 | 5 | 0 | 15 | 2  | 7.500 | 412 | 331 | 1.244 |
| 2    | Slovenien | 12 | 5 | 4 | 1 | 12 | 3  | 4.000 | 361 | 294 | 1.227 |
| 3    | Portugal  | 7  | 5 | 3 | 2 | 10 | 10 | 1.000 | 415 | 441 | 0.941 |
| 4    | Estland   | 5  | 5 | 2 | 3 | 6  | 12 | 0.500 | 359 | 411 | 0.873 |
| 5    | Finland   | 4  | 5 | 1 | 4 | 6  | 12 | 0.500 | 393 | 411 | 0.956 |
| 6    | Frankrike | 2  | 5 | 0 | 5 | 5  | 15 | 0.333 | 402 | 454 | 0.885 |

### Trea rundan

#### Grupp G

##### Resultat
| 22 augusti 2017 Topsport Centrum, Rotterdam Speltid: 1h:40 - Åskådare: 200   | Slovenien     | 1 - 3 | Bulgarien     | 18-25, 19-25, 25-20, 22-25        |
| 22 augusti 2017 Topsport Centrum, Rotterdam Speltid: 2h:19 - Åskådare: 700   | Belgien       | 3 - 2 | Tjeckien      | 25-22, 23-25, 25-20, 13-25, 15-11 |
| 22 augusti 2017 Topsport Centrum, Rotterdam Speltid: 1h:14 - Åskådare: 1 650 | Nederländerna | 3 - 0 | Grekland      | 25-13, 25-13, 25-18               |
| 23 augusti 2017 Topsport Centrum, Rotterdam Speltid: 1h:53 - Åskådare: 800   | Tjeckien      | 1 - 3 | Bulgarien     | 25-18, 24-26, 16-25, 21-25        |
| 23 augusti 2017 Topsport Centrum, Rotterdam Speltid: 1h:19 - Åskådare: 1 000 | Grekland      | 0 - 3 | Slovenien     | 17-25, 22-25, 19-25               |
| 23 augusti 2017 Topsport Centrum, Rotterdam Speltid: 1h:25 - Åskådare: 1 950 | Belgien       | 0 - 3 | Nederländerna | 18-25, 18-25, 22-25               |
| 24 augusti 2017 Topsport Centrum, Rotterdam Speltid: 1h:44 - Åskådare: 400   | Bulgarien     | 3 - 1 | Grekland      | 26-24, 21-25, 25-21, 25-17        |
| 24 augusti 2017 Topsport Centrum, Rotterdam Speltid: 1h:53 - Åskådare: 800   | Slovenien     | 1 - 3 | Belgien       | 24-26, 13-25, 25-23, 23-25        |
| 24 augusti 2017 Topsport Centrum, Rotterdam Speltid: 1h:30 - Åskådare: 1 900 | Nederländerna | 3 - 0 | Tjeckien      | 25-18, 25-22, 25-18               |
| 26 augusti 2017 Topsport Centrum, Rotterdam Speltid: 1h:09 - Åskådare: 1 900 | Nederländerna | 3 - 0 | Slovenien     | 25-16, 25-11, 25-16               |
| 26 augusti 2017 Topsport Centrum, Rotterdam Speltid: 1h:25 - Åskådare: 1 100 | Belgien       | 0 - 3 | Bulgarien     | 17-25, 22-25, 19-25               |
| 26 augusti 2017 Topsport Centrum, Rotterdam Speltid: 2h:16 - Åskådare: 120   | Tjeckien      | 3 - 2 | Grekland      | 25-23, 22-25, 26-24, 16-25, 15-11 |
| 27 augusti 2017 Topsport Centrum, Rotterdam Speltid: 1h:20 - Åskådare: 1850  | Bulgarien     | 0 - 3 | Nederländerna | 21-25, 17-25, 23-25               |
| 27 augusti 2017 Topsport Centrum, Rotterdam Speltid: 1h:12 - Åskådare: 800   | Grekland      | 0 - 3 | Belgien       | 14-25, 17-25, 12-25               |
| 27 augusti 2017 Topsport Centrum, Rotterdam Speltid: 1h:10 - Åskådare: 90    | Slovenien     | 0 - 3 | Tjeckien      | 17-25, 15-25, 20-25               |

##### Sluttabell
| Pos. | Lag           | Pt | M | V | F | SV | SF | Kvot  | PV  | PF  | Kvot  |
| ---- | ------------- | -- | - | - | - | -- | -- | ----- | --- | --- | ----- |
| 1    | Nederländerna | 15 | 5 | 5 | 0 | 15 | 0  | MAX   | 375 | 264 | 1.420 |
| 2    | Bulgarien     | 12 | 5 | 4 | 1 | 12 | 6  | 2.000 | 422 | 390 | 1.082 |
| 3    | Belgien       | 8  | 5 | 3 | 2 | 9  | 9  | 1.000 | 391 | 381 | 1.026 |
| 4    | Tjeckien      | 6  | 5 | 2 | 3 | 9  | 11 | 0.818 | 426 | 430 | 0.990 |
| 5    | Slovenien     | 3  | 5 | 1 | 4 | 5  | 12 | 0.416 | 339 | 402 | 0.843 |
| 6    | Grekland      | 1  | 5 | 0 | 5 | 3  | 15 | 0.200 | 340 | 426 | 0.798 |

## Kvalificerade lag
| Lag           | Kvalificerad som |
| ------------- | ---------------- |
| Azerbajdzjan  | 1:a grupp E      |
| Bulgarien     | 2:a grupp G      |
| Tyskland      | 1:a grupp F      |
| Italien       | 1:a grupp D      |
| Nederländerna | 1:a grupp G      |
| Ryssland      | 1:a grupp A      |
| Serbien       | 1:a grupp B      |
| Turkiet       | 1:a grupp C      |